# Gila County
Gila County je okres ve státě Arizona v USA. K roku 2010 zde žilo 53 597 obyvatel. Správním městem okresu je Globe. Celková rozloha okresu činí 12 421 km².

## Sousední okresy
| Růžice kompasu | Yavapai County  | Coconino County | Navajo County | Růžice kompasu |
| Růžice kompasu | Maricopa County | Sever           | Navajo County | Růžice kompasu |
| Růžice kompasu | Maricopa County | Gila County     | Navajo County | Růžice kompasu |
| Růžice kompasu | Maricopa County | Jih             | Navajo County | Růžice kompasu |
| Růžice kompasu |                 | Pinal County    | Graham County | Růžice kompasu |